# Kogel
Le Kogel est un sommet des Alpes, à 2 100 m d'altitude, dans les Alpes kamniques, en Slovénie.
Le sommet (peu remarquable) du Kogel est au niveau de la haute terrasse glaciaire et karstique Veliki podi, sous la face sud du Skuta. Le refuge-bivouac Pavle Kemperle est à proximité, vers l'ouest, en direction de la face est du Grintovec.
C'est la verticale face sud, d'un dénivelé de 250 m à l'apex, qui attire le regard depuis la vallée de Kamniška Bistrica. En raison de son ensoleillement, le Kogel est visité en toutes saisons. Depuis les années 1930, une trentaine de voies ont été ouvertes dans la paroi, un enchaînement classique étant de prolonger une sortie au Kogel avec un itinéraire en face sud du Skuta.

## Voies classiques

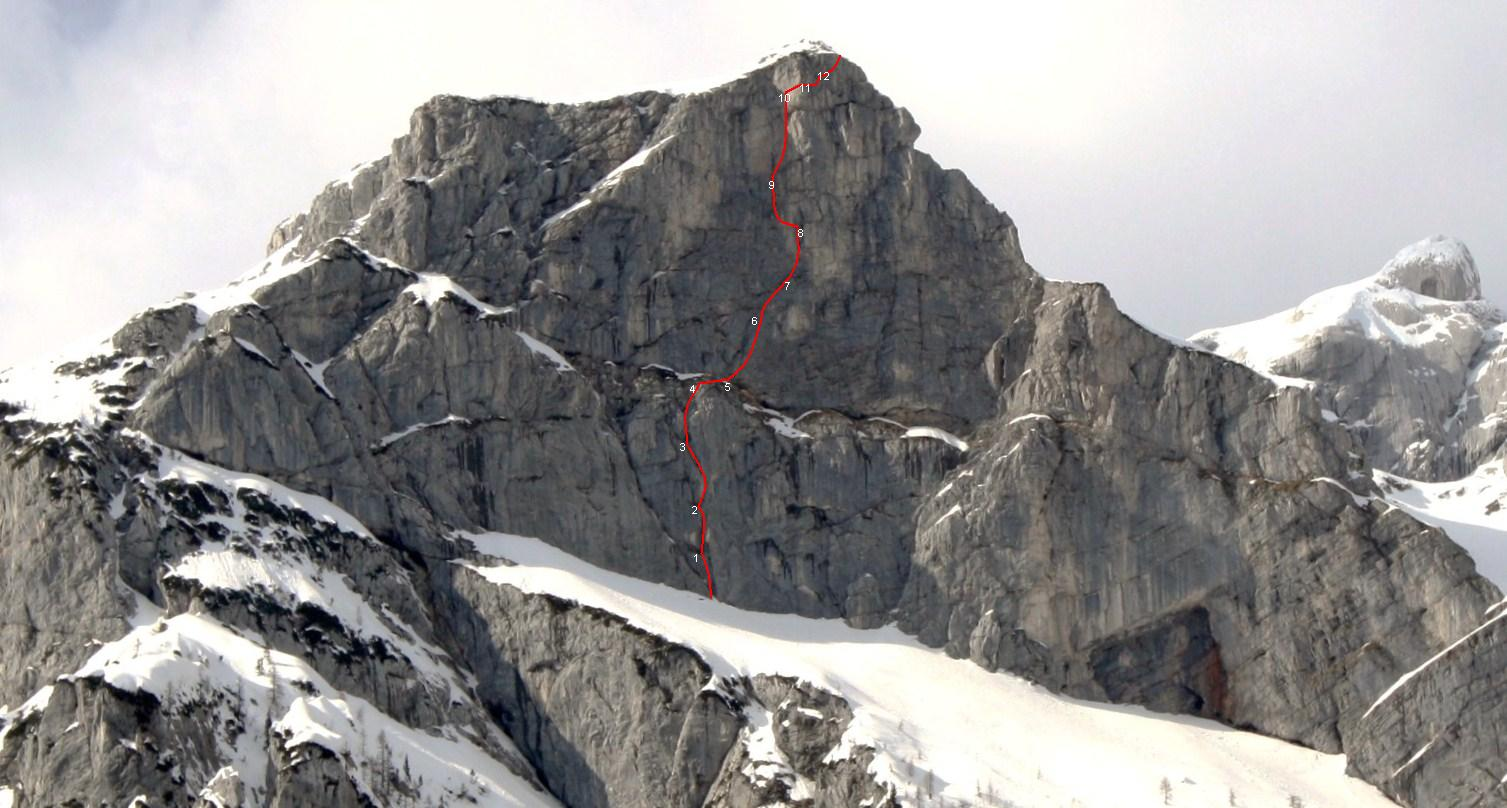
La Kamniška au Kogel (approximation)

- Virens, IV/III, 160 m (A.Šmid, V.Virens, 1937) - l'ouverture de la face.
- Zupanova, VI-/V, 220 m (Ksavo Šemrov, France Zupan, 1950)
- Rumena zajeda, VII-/VI (V+,A1), 100 m (Igor Levstek, Milan Schara, 1954)
- Kamniška, VII-/VI+ (VI-,A1), 250 m (P.Šimenc, T.Škarja, 1962)

## Accès
Le chemin de chasseur appelé Gamsov skret (« les chiottes du chamois ») mène au pied de la face sud, en partant de Kamniška Bistrica. Ce chemin continue aussi à l'est du Kogel, menant à la haute terrasse Veliki podi, et au sommet.

## Sources
- Tine Mihelič et Rudi Zaman, Slovenske stene, Radovljica, Didakta, 2003 (ISBN 961-6463-47-0). -guide d'alpinisme et livre reconnu, couvrant les parois slovènes.
- (sl) Tone Golnar, Bojan Pollak, Plezalni vodnik Kamniška Bistrica, Planinska zveza Slovenije, Ljubljana, 1995. -guide d'alpinisme pour le val Kamniška Bistrica (Club alpin).
- PzS (N° 266), GzS, Grintovci - 1 : 25 000, Ljubljana, 2005. -carte du Club alpin slovène.